# 스비틀라나 로보다
스비틀라나 세르게예브나 로보다(우크라이나어: Світлана Сергіївна Лобода, 러시아어: Светлана Сергеевна Лобода 스베틀라나 세르게예브나 로보다[*], 1982년 10월 18일 ~ )는 우크라이나의 가수이다. 2009 유로비전 송 콘테스트에 우크라이나 대표로 참가해 최종 12위를 했다. 2004년, 걸 그룹 누 버고스의 멤버로 활동했다.

## 음반 목록
- Ty ne zabudesh (2005)
- TNe Ma4o (2008)
- TH2Lo (2017)